# Муниципальный ботанический сад (Забже)
Муниципальный ботанический сад в Забже (пол. Miejski Ogród Botaniczny w Zabrzu) — ботанический сад в городе Забже (Польша).

## Краткие сведения
Ботанический сад был открыт для публики в 1938 году. Сад имеет форму неправильного многоугольника, а его площадь равна 6,36 га. Находится по адресу: Забже, ул. Юзефа Пилсудского 60, недалеко от спортивных объектов футбольного клуба «Гурник».
Ботанический сад разделён на две части — ботаническую и парковую. Ботаническая часть создана в геометрическом стиле французского сада, в то время как парковая часть является типичным английским пейзажным парком.

## Растительность
В парковой части ботанического сада растёт 5000 деревьев и кустарников. В 2004 году был заложен розарий, в котором растёт 2500 кустов роз 64 сортов. В теплицах представлены 5000 растений с разных климатических зон всего мира (пальмовая оранжерея, коллекция кактусов и других суккулентов из следующих семейств: молочайные, толстянковые, агавовые, лилейные, аизовые и ластовнёвые).
Дендрологическая коллекция включает около 260 таксонов деревьев и кустарников, в том числе барбарис, кизил, кизильник, каштан посевной, бархат амурский, аморфа кустарниковая, лириодендрон, таксодиум двурядный, тсуга канадская, кунингамия ланцетовидная, каликант цветущий, катальпа и гледичия.
Виды, которые растут в ботаническом саду и находятся под защитой государства, включают таки растения, как тис ягодный, ландыш майский, подмаренник душистый, барвинок малый, калина обыкновенная и плющ обыкновенный.

## Галерея

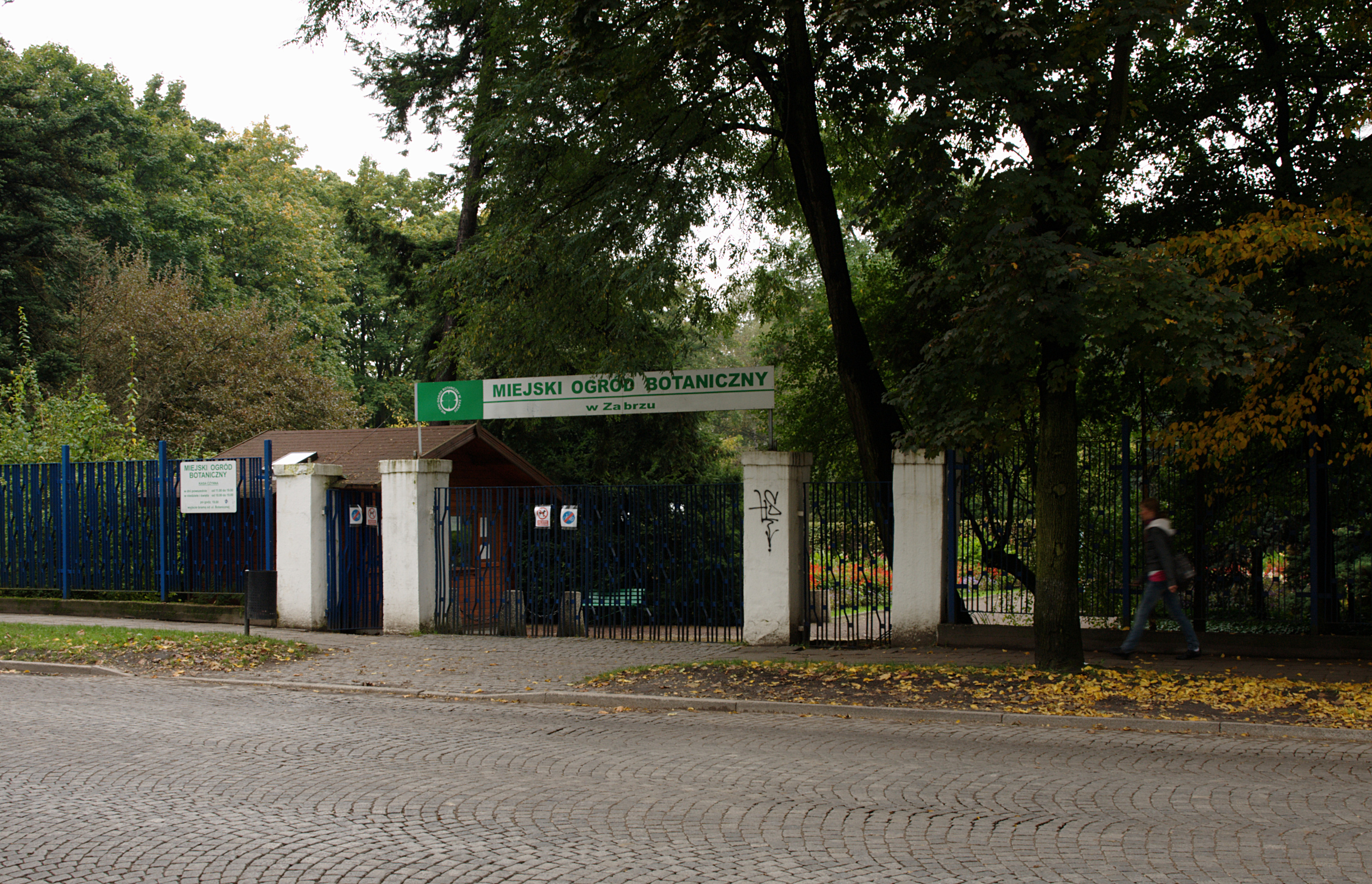
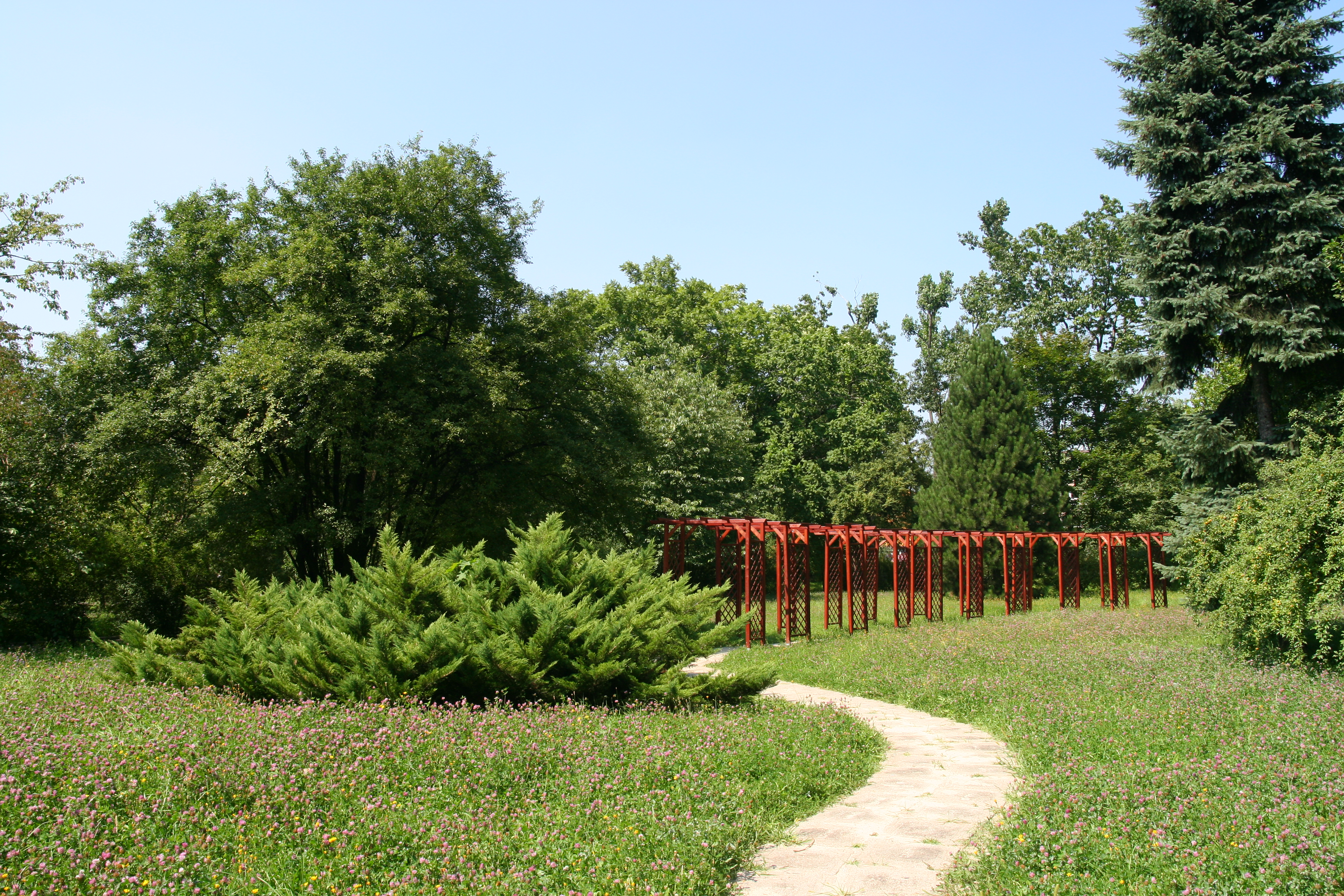
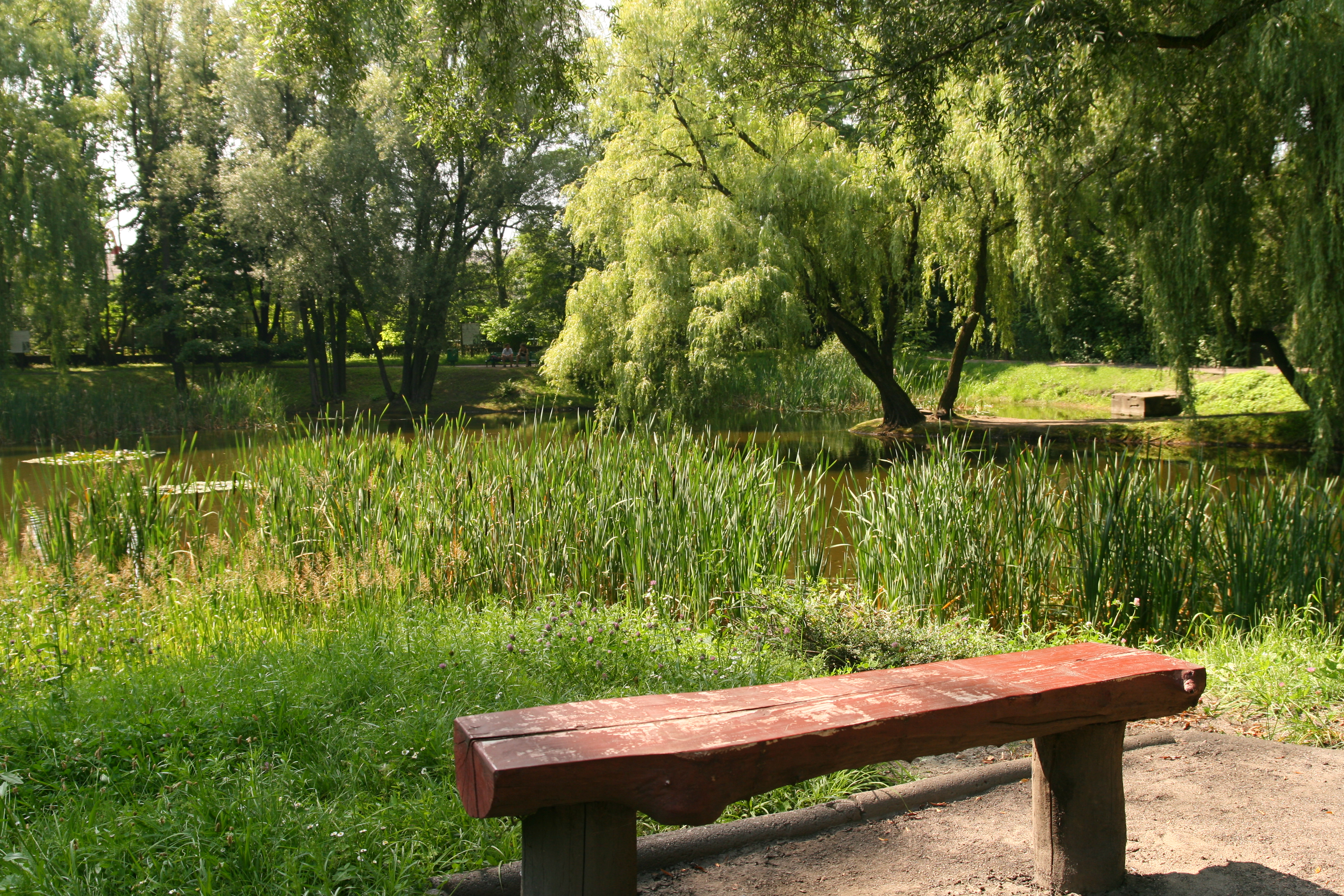
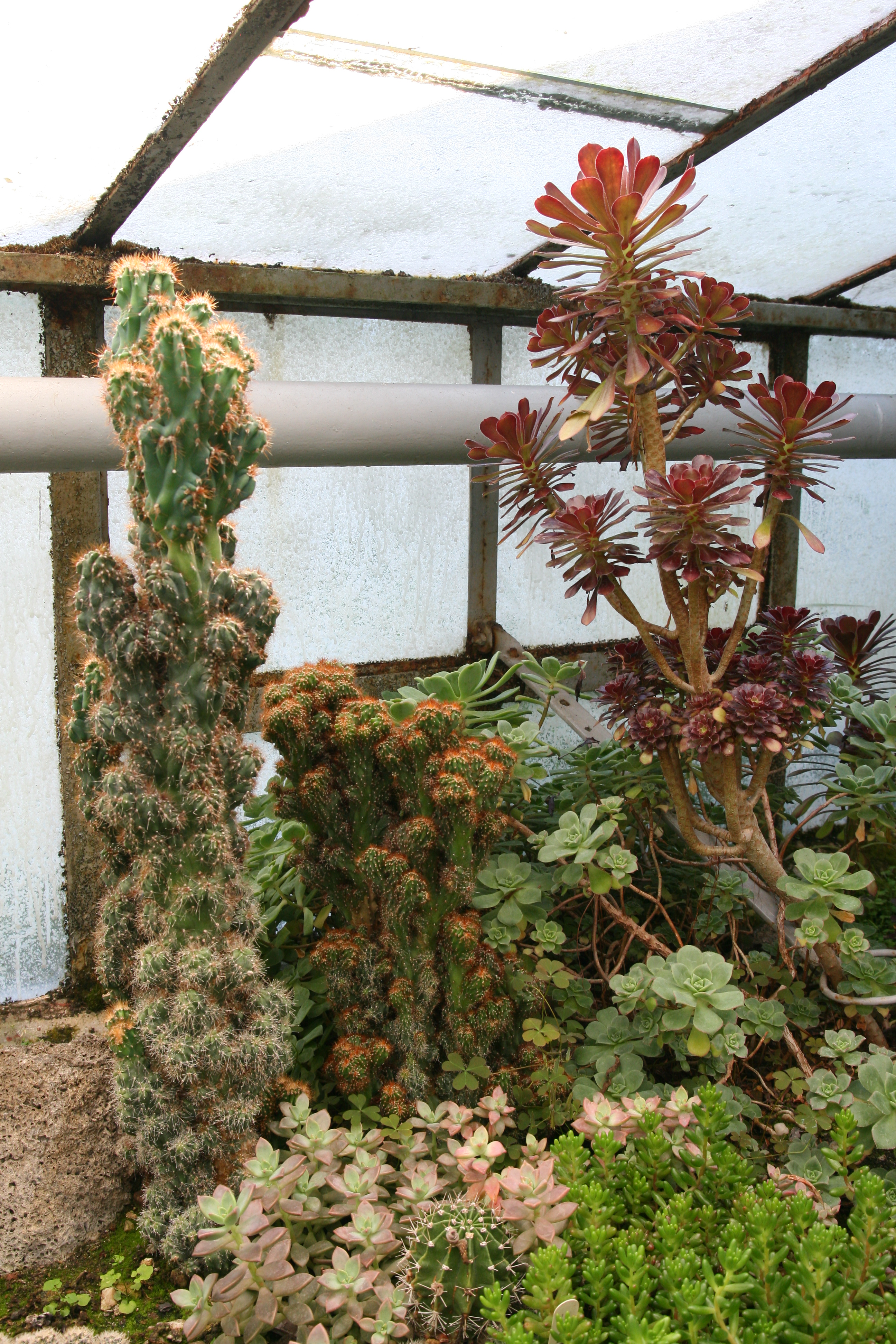
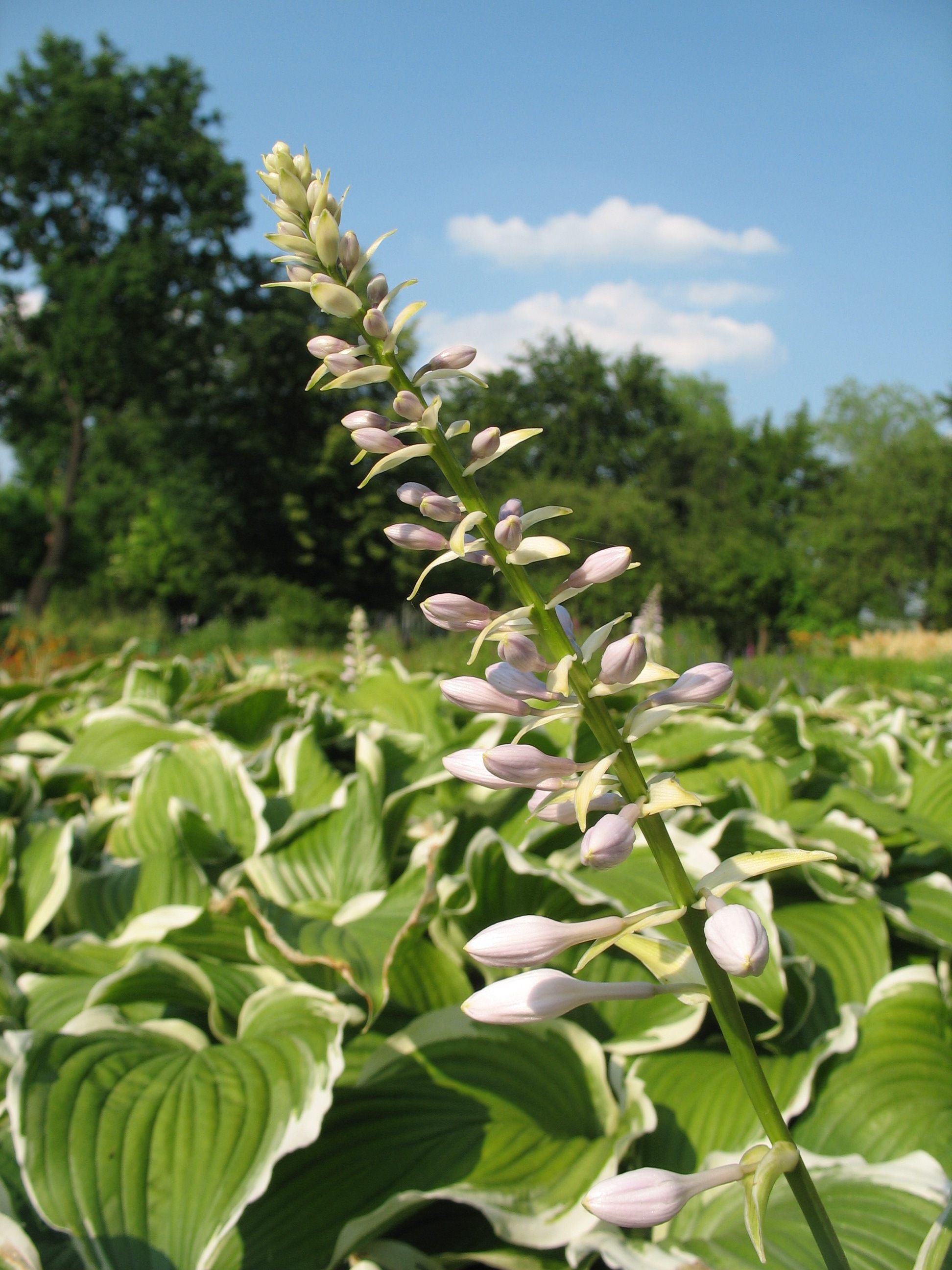
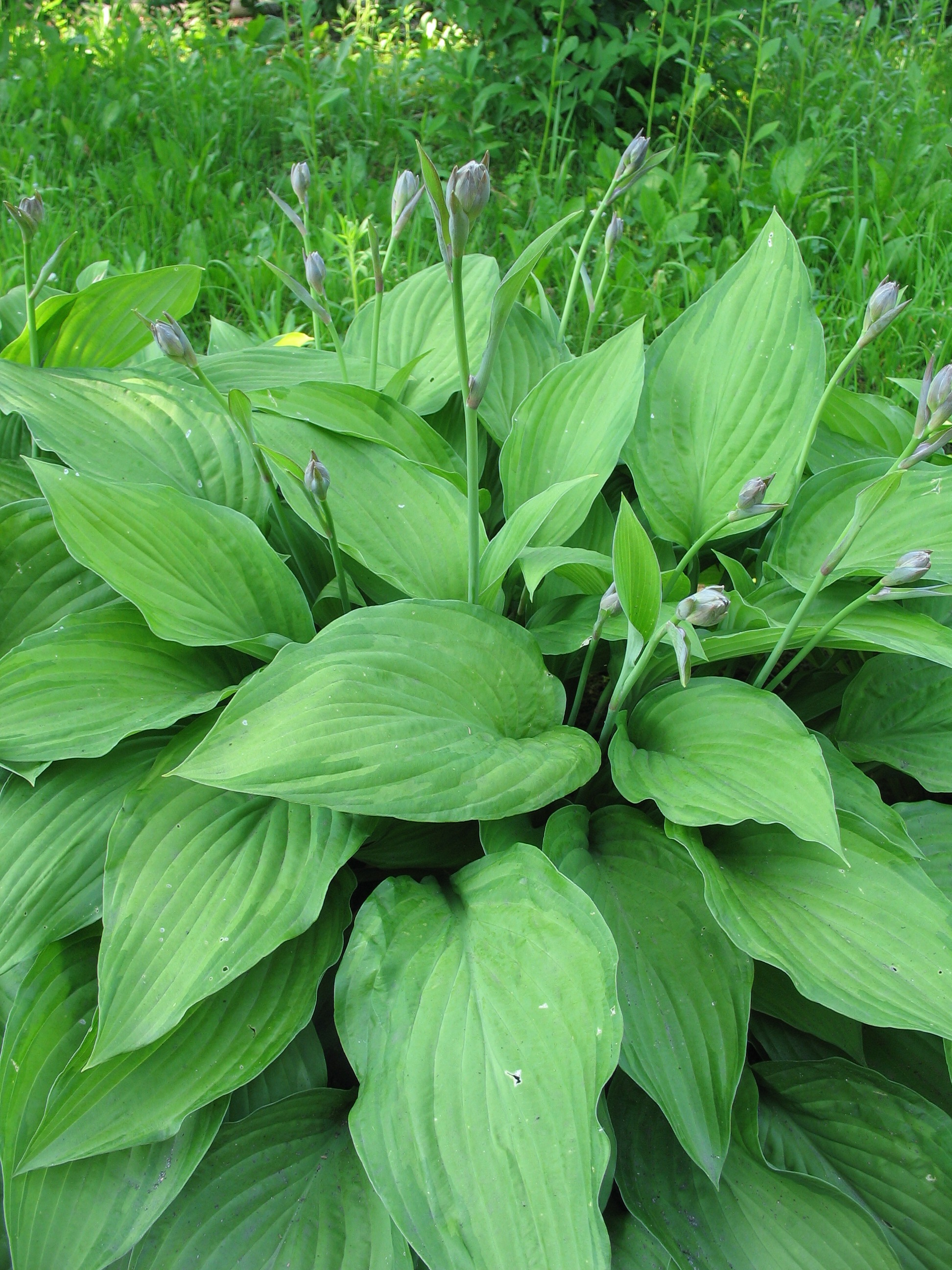
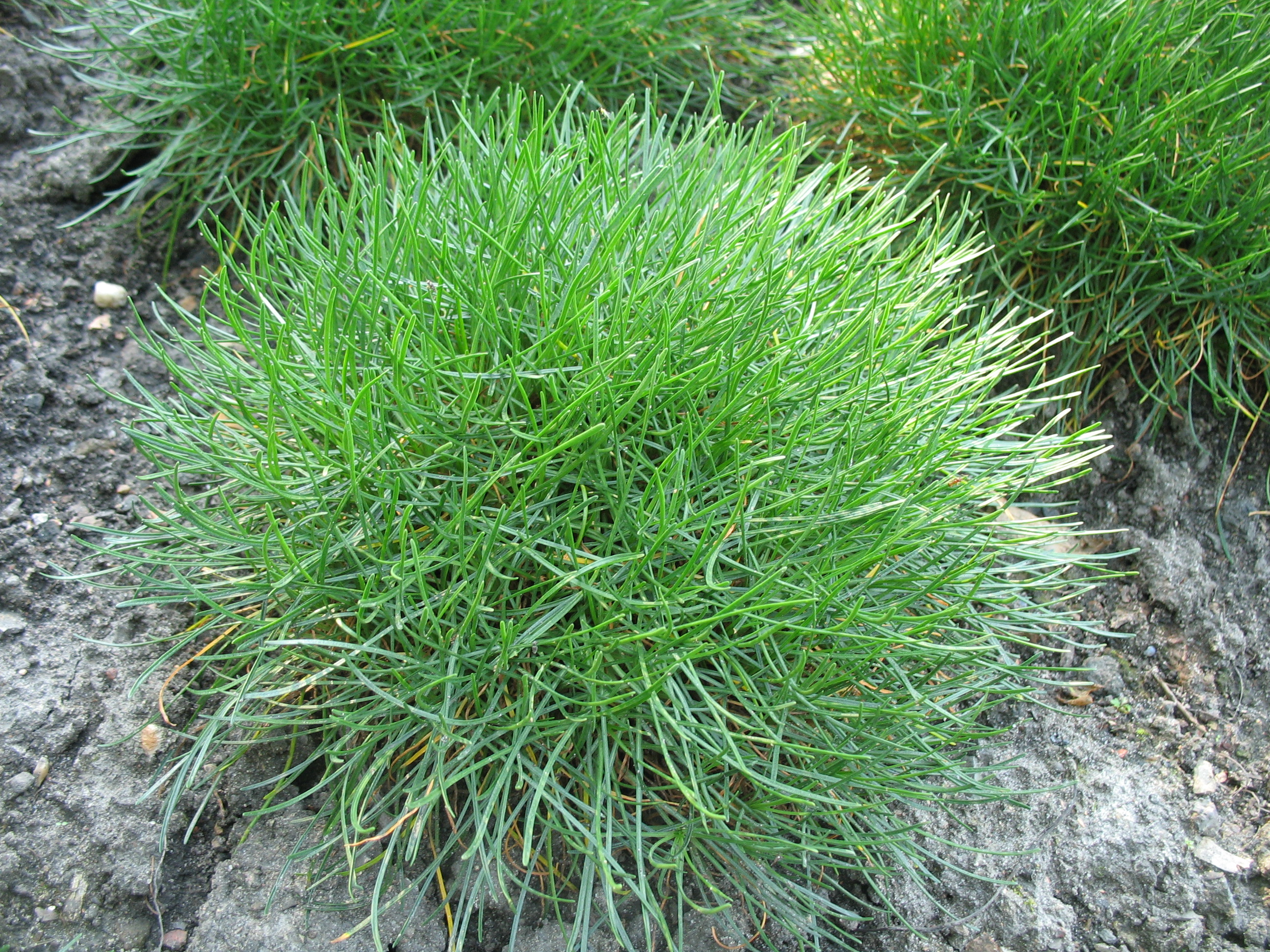